# Підвалини Європейського Союзу

Стовпи Європейського Союзу

«Стовпи» або підвалини Європейського Союзу (англ. Pillars of the European Union) — поширена метафора, згідно з якою Європейський Союз — наче храм на трьох стовпах. Стовпи — складники Договору про Європейський Союз, а саме:
- Європейські спільноти — договори про заснування Європейської економічної спільноти, Європейської спільноти з вугілля та сталі та Європейської спільноти з атомної енергії — перший «стовп». Охоплює широке коло напрямків діяльності, визначених у договорах: спільна сільськогосподарська політика, митний союз та спільний ринок, економічний та монетарний союз тощо;
- спільна зовнішня та безпекова політика, визначена в розділі V Договору про ЄС (другий «стовп»);
- співпраця у сфері правосуддя та внутрішніх справ, визначена в розділі VI Договору про ЄС (третій «стовп»).

До першого «стовпа» належать сфери, право рішення в яких держави-члени передали Спільноті. Натомість другий і третій «стовпи», здебільшого, міждержавні, тож рішення тут ухвалюються за наявності консенсусу між державами. Згідно з Амстердамським договором деякі напрямки, що раніше належали до третього «стовпа», перенесли до першого.
Лісабонський договір нівелював так звані три опори ЄС, закріпивши у статті 47 Договору про ЄС правосуб'єктність Європейського Союзу.